# Dan Chicoine
Daniel „Dan“ Chicoine (* 30. November 1957 in Sherbrooke, Québec) ist ein ehemaliger kanadischer Eishockeyspieler, der im Verlauf seiner aktiven Karriere zwischen 1973 und 1983 unter anderem 32 Spiele für die Cleveland Barons und Minnesota North Stars in der National Hockey League (NHL) auf der Position des rechten Flügelstürmers bestritten hat. Den Großteil seiner aktiven Laufbahn verbrachte Chicoine jedoch in der American Hockey League und Central Hockey League (CHL), wo er über 200 weitere Partien absolvierte.

## Karriere
Chicoine verbrachte seine Juniorenzeit zwischen 1973 und 1977 in seiner Geburtsstadt bei den Castors de Sherbrooke in der Ligue de hockey junior majeur du Québec (LHJMQ). Die vier Jahre verliefen dabei überaus erfolgreich, da er mit der Mannschaft in den Jahren 1975 und 1977 jeweils die Meisterschaft in Form der Coupe du Président gewann und sich somit auch für den prestigeträchtigen Memorial Cup qualifizierte. Insgesamt sammelte der Stürmer in 314 Einsätzen für die Castors insgesamt 307 Scorerpunkte. Zum Ende seiner Zeit bei den Junioren wurde der Flügelstürmer sowohl im NHL Amateur Draft 1977 in der zweiten Runde an 23. Stelle von den Cleveland Barons aus der National Hockey League (NHL) als auch im WHA Amateur Draft 1977 in der neunten Runde an 81. Position von den Nordiques de Québec aus der World Hockey Association (WHA) ausgewählt.
Der Angreifer entschied sich im Sommer 1977 seine Heimatprovinz zu verlassen und damit nicht zu den Nordiques de Québec zu wechseln. Stattdessen einigte er sich auf einen Vertrag mit den Cleveland Barons. In den ersten Monaten der Saison 1977/78 kam er zunächst hauptsächlich für deren Farmteam, die Phoenix Roadrunners, in der Central Hockey League (CHL) zum Einsatz, absolvierte aber auch sechs Partien für die Barons in der NHL. Nachdem die Phoenix Roadrunners Mitte Dezember 1977 den Spielbetrieb einstellten, wurde Chicoine bei den New Haven Nighthawks in der American Hockey League (AHL) eingesetzt. Weitere Einsätze für Cleveland folgten bis zur Fusion des Franchises mit den Minnesota North Stars im Sommer 1978 nicht.
Durch die Fusion der beiden Organisationen gingen die Transferrechte des Angreifers an die North Stars über, nachdem ihn im NHL Dispersal Draft 1978 kein Team ausgewählt hatte. Er lief in den folgenden drei Spielzeiten größtenteils für deren Kooperationspartner Oklahoma City Stars in der CHL auf. Für Minnesota, die ihn im NHL Expansion Draft 1979 schützten, kam er zwischen 1978 und 1980 lediglich zu 26 Spielen. Nachdem er in der Saison 1980/81 aber ausschließlich in Oklahoma City eingesetzt worden war und er darüber hinaus im Juni 1981 im Tausch für Nelson Burton zu den Nordiques de Québec transferiert worden war, beendete der 23-Jährige seine Karriere im Sommer 1981 vorzeitig. Lediglich zur Spielzeit 1982/83 kehrte er noch einmal in den Profisport zurück, nachdem mit den Jets de Sherbrooke ein AHL-Franchise in seiner Geburtsstadt angesiedelt worden war. Für die Jets absolvierte er bis zu seinem zweiten Rücktritt im Sommer 1983 insgesamt 21 Partien.

### International
Für sein Heimatland nahm Chicoine mit der kanadischen U20-Nationalmannschaft an der dritten, noch inoffiziellen Junioren-Weltmeisterschaft 1976 in Finnland teil. Dabei belegte der Stürmer mit der Mannschaft den zweiten Rang. In vier Turnierspielen steuerte er zwei Tore zum Medaillengewinn bei.

## Erfolge und Auszeichnungen
- 1975 Coupe-du-Président-Gewinn mit den Castors de Sherbrooke
- 1976 Silbermedaille bei der Junioren-Weltmeisterschaft
- 1977 Coupe-du-Président-Gewinn mit den Castors de Sherbrooke

## Karrierestatistik

### International
Vertrat Kanada bei:
- Junioren-Weltmeisterschaft 1976

(Legende zur Spielerstatistik: Sp oder GP = absolvierte Spiele; T oder G = erzielte Tore; V oder A = erzielte Assists; Pkt oder Pts = erzielte Scorerpunkte; SM oder PIM = erhaltene Strafminuten; +/− = Plus/Minus-Bilanz; PP = erzielte Überzahltore; SH = erzielte Unterzahltore; GW = erzielte Siegtore; 1 Play-downs/Relegation; Kursiv: Statistik nicht vollständig)